# Quindío megye
Quindío Kolumbia egyik megyéje. Az igen kis területű megye az ország középpontjától nyugatra terül el. Székhelye Armenia.

## Földrajz
Az ország középpontjától nyugatra elterülő megye északon Risaralda, keleten és délkeleten Tolima, nyugaton pedig Valle del Cauca megyével határos. Teljes területén az Andok hegyláncai húzódnak.

## Gazdaság
Legfontosabb termesztett növényei a banán, a citrusfélék, az ananász, a paradicsom és a tök. Iparának legjelentősebb ága a kávéfeldolgozás.

## Népesség
Ahogy egész Kolumbiában, a népesség növekedése Quindío megyében is gyors, ezt szemlélteti az alábbi táblázat:
| Év             | Lakosság |
| -------------- | -------- |
| 1985           | 392 208  |
| 1993           | 435 018  |
| 2005           | 534 552  |
| 2012 (becsült) | 558 969  |

## Települések
Városok
- Armenia
- Calarca
- La Tebaida
- Circasia
- Montenegro
- Quimbaya
- Salento
- Córdoba
- Pijao
- Génova
- Buenavista
- Filandia